# Куула, Тойво
То́йво Тимотеус Ку́ула (фин. Toivo Timoteus Kuula; 7 июля 1883, Алавус, Вазаская губерния или Николайстад — 18 мая 1918, Виипури, Виипури, Финляндия) — финский композитор и дирижёр. Известен своими яркими описаниями финской природы.

## Биография
Отец, Матти Куула, хотел видеть сына священником, но музыка победила.
Учился в музыкальном институте в Гельсингфорсе, затем в Болонье, Лейпциге, Париже и Берлине. Во время учёбы работал преподавателем и дирижёром в Вааса, в 1910—1911 годах дирижировал оркестром в Оулу. В 1912—1914 годах работал помощником дирижёра Хельсинкского оркестра, затем гастролировал по Финляндии, выступая вместе с женой, а с 1916 по 1918 год был дирижёром Выборгского городского оркестра.
Его композиторская деятельность во многом подверглась влиянию Яна Сибелиуса, концентрируясь, в частности, на финской народной музыке. Куула известен в основном своими песнями и вокальными произведениями (он написал 24 песни для голоса и фортепиано). Куула был автором множества аранжировок для народных песен, многие из его сольных песен впервые исполнила его жена, Алма Куула — настоящий источник вдохновения для Тойво.
Был смертельно ранен в результате конфликта с пронемецки настроенными белофинскими военнослужащими, занявшими Выборг в ходе Гражданской войны в Финляндии, и умер в больнице 18 мая 1918 года.